# Flaszki i Szlugi
Flaszki i Szlugi – polski zespół muzyczny wykonujący hip-hop.
Zespół został założony w 2010 roku przez dwóch rodzonych braci pochodzących z Suchowoli. Brat Jordah (wł. Mateusz Gudel, działa też pod pseudonimem Dźwiękowy) jest beatmakerem, zaś Król Świata (wł. Dawid Gudel) MC i autorem tekstów. Współpracowali z wytwórnią MaxFloRec w ramach inicjatywy MaxFloLab. Wydawali płyty niezwiązane z wytwórniami (w 2014 i 2018) a także w wytwórni QueQuality (w 2016).
Jak sami przyznali w jednym z wywiadów, nazwa duetu nie była przemyślana. Flaszki i szlugi skojarzyły im się z młodością, a w chwili powstania zespołu byli bardzo młodzi.

## Skład
Mateusz "Jordah" Gudel (ur. 1990) jest absolwentem Liceum Plastycznego im. Artura Grottgera w Supraślu oraz Wydziału Animacji Uniwersytetu Artystycznego w Poznaniu. Tworzy beaty, muzykę filmową i teledyski. Jest też operatorem kamery. Jako raper jest członkiem ekipy Małe Miasta i duetu Abel/Jordah. Na co dzień mieszka w Poznaniu.
Dawid "Król Świata" Gudel zajmował się prowadzeniem ogrodu permakulturowego i fotografią. Jest podróżnikiem, kulturoznawcą, etnologiem, stolarzem, ambasadorem BlaBlaCar. Współpracował z Centrum Trzech Kultur w Suchowoli. Oprócz FiS, był też członkiem punkowej grupy Kultura Upadła. Studiował we Wrocławiu.
Bracia Gudel zainteresowali się hip-hopem pod koniec lat 90.. Tworzą wspólnie od 2001 roku.

## Dyskografia
- Kopę lat (2010)[13]
- FiS or die (2012)[1]
- Chyba na pewno (2014, Not On Label)
- Nareszcie (2016, QueQuality)
- Opór (2018, Not On Label)[4]

Zespół wydał też dwie EP.